# Tomasz Wicherkiewicz
Tomasz Stanisław Wicherkiewicz (ur. 1967) – polski językoznawca, doktor habilitowany nauk humanistycznych, nauczyciel akademicki, profesor Uniwersytetu Adama Mickiewicza w Poznaniu; socjolingwista, badacz języków mniejszościowych i rzadziej używanych, mniejszości językowych, języków zagrożonych oraz polityki językowej, planowania językowego, dokumentacji i rewitalizacji języków. Honorowy Obywatel Gminy Wilamowice (od 2015). Pomysłodawca i kierownik projektu „Dziedzictwo językowe Rzeczypospolitej. Baza dokumentacji zagrożonych języków”.

## Życiorys
Stopień doktora uzyskał w 1998 na Uniwersytecie im. Adama Mickiewicza w Poznaniu, po obronie rozprawy doktorskiej „Język, kultura i mieszkańcy Wilamowic w świetle twórczości literackiej Floriana Biesika”, a stopień doktora habilitowanego z językoznawstwa w 2015, również na Wydziale Neofilologicznym UAM, na podstawie dorobku naukowego oraz rozprawy pt. Regionalne języki kolateralne Europy – porównawcze studia przypadku z polityki językowej.
Założyciel i prezes Unii Języków Regionalnych i Mniejszościowych w Polsce, członek zarządu Europejskiego biura do spraw języków rzadziej używanych (ang. European Bureau for Lesser Used Languages (Dublin–Bruksela). Obecnie kierownik Pracowni Polityki Językowej i Badań nad Mniejszościami w Katedrze Orientalistyki UAM.

## Wybrane publikacje
- „Endangered languages. In Search of a Comprehensive Model for Research and Revitalization” (z Justyną Olko), w: Integral strategies for language revitalization, ed. J. Olko, T. Wicherkiewicz, R. Borges, Wydział AL, Uniwersytet Warszawski, Warszawa 2016, p. 653-680.
- Nau, Nicole, Michael Hornsby, Maciej Karpiński, Katarzyna Klessa, Tomasz Wicherkiewicz & Radosław Wojtowicz, Języki w niebezpieczeństwie: księga wiedzy. Poznań, 2016: UAM.[8]
- Regionalne języki kolateralne Europy – porównawcze studia przypadku z polityki językowej, Poznań, 2014.
- The Kashubs: Past and Present [Nationalisms across the Globe] (z Cezarym Obracht-Prondzyńskim, red.). Peter Lang, 2011. ISBN 978-3-03911-975-2.
- The Ukrainian & Ruthenian languages in education in Poland, Mercator-Education Regional Dossiers, Fryske Akademy, Ljouwert, 2006.[9]
- The Lithuanian language in education in Poland, Mercator-Education Regional Dossiers, Fryske Akademy, Ljouwert, 2005.[10]
- The Kashubian language in education in Poland, Mercator-Education Regional Dossiers, Fryske Akademy, Ljouwert, 2004.[11]
- The Making of a Language. The Case of the Idiom of Wilamowice, Southern Poland. Berlin-New York: Mouton de Gruyter, 2003. ISBN 978-3-11-090540-3.

- Klessa, Katarzyna & Tomasz Wicherkiewicz „Design and Implementation of an Online Database for Endangered Languages: Multilingual Heritage of Poland”, in: F.A.Almeida i in. (red.) Input a Word, Analyze the World: Selected Approaches to Corpus Linguistics. Cambridge Scholars Publishing, 2016; 9-24.[12]
- „Inne języki”, Języki obce w szkole 2/2015; 51-55.[13]
- „Nauczanie języka ukraińskiego jako mniejszościowego w Polsce – diagnoza i perspektywy”, 25 lat Związku Ukraińców w Polsce z perspektywy regionów i kraju. Związek Ukraińców w Polsce, 2015; 73-85.[14]
- „Europejskie standardy ochrony języków zagrożonych”, w: L. Nijakowski (red.) Europejskie i regionalne instrumenty ochrony języków zagrożonych. Warszawa, 2014: Wydawnictwo Sejmowe; 9-22.[15]
- Hornsby, Michael & Tomasz Wicherkiewicz, „To Be or Not to Be (A Minority)? The Case of the Kashubians in Poland”, w: I.Horváth & M.Tonk (red.) Minority politics within the Europe of regions. Scientia Kiadó, 2011; 141-153.[16]
- „Języki regionalne w Europie Środkowo-Wschodniej – nowa jakość w polityce językowej, nowy wymiar tożsamości”, w: I.Koutny & P.Nowak (red.)  Język, Komunikacja, Informacja 6/2011: 71–78.[17]
- „Becoming a regional language – a method in language status planning?”, w: Actes del 2n Congrés Europeu sobre Planificació Lingüística. Generalitat de Catalunya, 2002; 473-476.[18]
- Ostaszewska, Joanna & Tomasz Wicherkiewicz, „Žemaitisch und Latgalisch als europäische Regionalsprachen”, w: Munera lingvistica et philologica Michaeli Hasiuk dedicata. Poznań 2001: UAM; 175-188.[19]
- Majewicz, Alfred F. & Tomasz Wicherkiewicz, „Minority Rights Abuse in Communist Poland and Inherited Issues”, Acta Slavica Iaponica 16, 1998: 54-73.[20]
- „The Sociolinguistic Situation of the German Minority in Poland”. Rijksuniversiteit Groningen, 1995.[21]